# Conus byssinus
Conus byssinus is een in zee levende slakkensoort uit het geslacht Conus. De slak behoort tot de familie Conidae. Conus byssinus werd in 1798 beschreven door Roding. Net zoals alle soorten binnen het geslacht Conus zijn deze slakken roofzuchtig en giftig. Zij bezitten een harpoenachtige structuur waarmee ze hun prooi kunnen steken en verlammen.